# Saison 2009-2010 du Saint-Trond VV
Maillots
Chronologie
Saison précédente Saison suivante
La saison 2009-2010 du Saint-Trond VV était la trente-sixième saison de ce club en Division 1, après avoir terminé 1re la saison précédente en Division 2. Saint-Trond VV finissait 5e après la saison régulière et 4e aux plays-offs 1, le meilleur résultat depuis 2002-2003.

## Résumé
Après une saison en Division 2, le Saint-Trond à nouveau a fait son apparition au Division 1. Avant le début de la saison, le coach Guido Brepoels a annoncé qu'il allait se contenter d'une place dans le top 14. Le 31 juillet, la saison commençait avec la rencontre avec Standard de Liège, le champion du Division 1 en 2008-2009. Après un match passionnant, le résultat était 2-2. Un bon début de saison. Après un match nul contre le Sporting Charleroi, Saint-Trond gagnait trois matchs consécutifs. Cela signifiait que l'équipe avait la chance d'être en tête du tableau, si le match contre RSC Anderlecht aura gagné. Le Saint-Trond gagnait avec 2-1. Pour la première fois en 44 ans, Saint-Trond était le leader du Division 1. La semaine suivante, l'équipe a également battu KV Courtrai, soit un total de deux tours que Saint-Trond était la meilleure équipe du pays.
Puis les résultats était beaucoup plus mauvaises. STVV perdait sept match d'affilée. Grâce à l'excellent départ de la saison, l'équipe était toujours neuvième. Avec un match nul contre Cercle Bruges KSV le vent était tourné. Une semaine plus tard, le champion de Belgique était battu 2-0. Saint-Trond remontait au classement, et par surprise, en fin de saison régulière, Saint-Trond était cinquième, ce qui signifiait que STVV pourrait participer à la première édition des play-offs 1, où les six meilleures équipes participeraient.
Les troupes de Guido Brepoels montraient leurs ambitions contre le Club Bruges KV: 1-1. Ce fut le début d'une autre grande série. Dans les semaines suivantes, Saint-Trond battait SV Zulte Waregem et Courtrai, ce qui rend la quatrième place, ce qui permet à des matches de qualification pour une place en Ligue Europa. Dans un derby limbourgeois, Saint-Trond et KRC Genk décideraient qui seraient le gagnant du ticket européen. Genk gagnait la bataille. Après la saison, Simon Mignolet gagnait le trophée de Gardien de l'année.

## Effectif
| Nr. | Nom                        | Position          | Nationalité | Date de naissance |
| --- | -------------------------- | ----------------- | ----------- | ----------------- |
| 1   | Tom Muyters                | Gardien de but    | Belgique    | 5 décembre 1984   |
| 2   | Wim Mennes                 | Milieu de terrain | Belgique    | 25 janvier 1977   |
| 3   | Vincent Euvrard            | Défenseur         | Belgique    | 12 mars 1982      |
| 5   | Mario Cantaluppi           | Défenseur         | Suisse      | 11 avril 1974     |
| 6   | Ludovic Buysens            | Défenseur         | Belgique    | 13 mars 1986      |
| 7   | Alex Da Silva              | Milieu de terrain | Brésil      | 15 août 1983      |
| 8   | Denis Odoi                 | Défenseur         | Belgique    | 27 mai 1988       |
| 9   | Sébastien Siani            | Attaquant         | Cameroun    | 21 décembre 1986  |
| 10  | Jonathan Wilmet            | Attaquant         | Belgique    | 7 janvier 1986    |
| 11  | Issame Charaï              | Attaquant         | Belgique    | 11 mai 1982       |
| 12  | Hervé Anselme Ndjana Onana | Attaquant         | Cameroun    | 1er juin 1987     |
| 13  | Cephas Chimedza            | Milieu de terrain | Zimbabwe    | 5 décembre 1984   |
| 14  | Marc Wagemakers            | Défenseur         | Belgique    | 7 juin 1978       |
| 15  | Massimo Moia               | Défenseur         | Belgique    | 9 mars 1987       |
| 16  | Jeroen Appeltans           | Milieu de terrain | Belgique    | 27 août 1990      |
| 17  | Peter Delorge              | Milieu de terrain | Belgique    | 19 avril 1980     |
| 18  | Nils Schouterden           | Milieu de terrain | Belgique    | 14 décembre 1988  |
| 19  | Ibrahima Sidibe            | Attaquant         | Sénégal     | 10 août 1980      |
| 20  | Pieter Thijs               | Défenseur         | Belgique    | 24 mars 1987      |
| 22  | Simon Mignolet             | Gardien de but    | Belgique    | 6 août 1988       |
| 23  | Yorick Antheunis           | Milieu de terrain | Belgique    | 26 juin 1991      |
| 24  | Giel Deferm                | Défenseur         | Belgique    | 30 juin 1988      |

### Encadrement technique
- Guido Brepoels (entraîneur)
- Poll Peeters (entraîneur adjoint)
- Peter Voets (entraîneur adjoint)

### Transferts
| - Ludovic Buysens (RAEC Bergen) - Alex Da Silva (KRC Genk) - Massimo Moia (Sporting Charleroi) - Denis Odoi (Oud-Heverlee Leuven) - Hervé Anselme Ndjana Onana (KV Red Star Waasland) - Nils Schouterden (Oud-Heverlee Leuven) | - Sander Debroux (Oud-Heverlee Leuven) - Marc Hendrikx (KAS Eupen) - Daan Vaesen (Oud-Heverlee Leuven) - Kurt Weuts (Oud-Heverlee Leuven) |

## Amicaux
|                                 |                      |       |               |  |
| Samedi 20 juin 2009, 18:00      | Herk-de-Stad FC      | 0 - 4 | Saint-Trond   |  |
|                                 |                      |       |               |  |
|                                 |                      |       |               |  |
| Dimanche 21 juin 2009, 16:00    | Herk Sport Hasselt   | 0 - 2 | Saint-Trond   |  |
|                                 |                      |       |               |  |
|                                 |                      |       |               |  |
| Jeudi 25 juin 2009, 19:30       | KVK Zepperen         | 1 - 7 | Saint-Trond   |  |
|                                 |                      |       |               |  |
|                                 |                      |       |               |  |
| Samedi 11 juillet 2009, 19:00   | Oud-Heverlee Louvain | 1 - 2 | Saint-Trond   |  |
|                                 |                      |       |               |  |
|                                 |                      |       |               |  |
| Mercredi 15 juillet 2009, 20:00 | Saint-Trond          | 4 - 0 | SC Heerenveen |  |
|                                 |                      |       |               |  |
|                                 |                      |       |               |  |
| Mercredi 22 juillet 2009, 19:30 | Saint-Trond          | 1 - 2 | Paniónios GSS |  |
|                                 |                      |       |               |  |
|                                 |                      |       |               |  |
| Samedi 25 juillet 2009, 18:00   | FC Brussels          | 1 - 5 | Saint-Trond   |  |
|                                 |                      |       |               |  |

## Division 1

### Compétition régulière

#### Rencontres
| | |       | | |
| Vendredi 31 juillet 2009, 20:30 | Standard de Liège | 2 - 2 | Saint-Trond | |
| Stade Maurice Dufrasne, Liège Spectateurs : 26 500 Arbitrage : Luc Wouters Journée 1 Division 1 2009-2010                                                                                          | Igor de Camargo 38e · Tomislav Mikulić 48e · Igor de Camargo 56e                                                                                                  |       | 24e Cephas Chimedza · 28e Marc Wagemakers · 63e Mario Cantaluppi · 64e Denis Odoi · 73e Vincent Euvrard                                                                                             | Composition du Saint-Trond : · Simon Mignolet, Mario Cantaluppi, Marc Wagemakers, Vincent Euvrard, Denis Odoi, Wim Mennes, Peter Delorge, Jonathan Wilmet, Alex Da Silva, Ibrahima Sidibe, Cephas Chimedza · Remplacements du Saint-Trond : · 67e Alex Da Silva Hervé Anselme Ndjana Onana · 81e Marc Wagemakers Ludovic Buysens · 86e Cephas Chimedza Jeroen Appeltans              |
| | |       | | |
| Samedi 8 août 2009, 20:00 | Saint-Trond | 0 - 0 | Sporting Charleroi | |
| Stayen, Saint-Trond Spectateurs : 7 486 Arbitrage : Sam Loeman Journée 2 Division 1 2009-2010 | Cephas Chimedza 88e |       | 37e Grégory Christ · 43e Jan Lella | Composition du Saint-Trond : · Simon Mignolet, Mario Cantaluppi, Marc Wagemakers, Vincent Euvrard, Denis Odoi, Wim Mennes, Peter Delorge, Cephas Chimedza, Ibrahima Sidibe, Jonathan Wilmet, Alex da Silva · Remplacements du Saint-Trond : · 66e Alex Da Silva Hervé Anselme Ndjana Onana                                                                                           |
| | |       | | |
| Samedi 15 août 2009, 20:00 | KSC Lokeren | 1 - 2 | Saint-Trond | |
| Stade Daknam, Lokeren Spectateurs : 4 821 Arbitrage : Philippe Flament Journée 3 Division 1 2009-2010                                                                                              | Marcel Mbayo Kibemba 64e · Donovan Deekman 67e · Olivier Doll 87e                                                                                                 |       | 50e Ibrahima Sidibe · 66e Denis Odoi · 76e Alex Da Silva · 66e Cephas Chimedza | Composition du Saint-Trond : · Simon Mignolet, Mario Cantaluppi, Marc Wagemakers, Vincent Euvrard, Denis Odoi, Wim Mennes, Peter Delorge, Jonathan Wilmet, Alex Da Silva, Ibrahima Sidibe, Cephas Chimedza · Remplacements du Saint-Trond : · 84e Alex Da Silva Hervé Anselme Ndjana Onana · 90+1e Ibrahima Sidibe Ludovic Buysens                                                   |
| | |       | | |
| Samedi 22 août 2009, 20:00 | Saint-Trond | 2 - 1 | KSV Roulers | |
| Stayen, Saint-Trond Spectateurs : 7 484 Arbitrage : Christof Virant Journée 4 Division 1 2009-2010                                                                                                 | Alex Da Silva 35e · Jonathan Wilmet 70e · Ibrahima Sidibe 77e |       | 34e Jurgen Sierens · 64e Samir El Gaaouiri · 81e Stepan Kucera · 90+2e Samir El Gaaouiri | Composition du Saint-Trond : · Simon Mignolet, Mario Cantaluppi, Marc Wagemakers, Vincent Euvrard, Denis Odoi, Wim Mennes, Peter Delorge, Jonathan Wilmet, Alex Da Silva, Ibrahima Sidibe, Cephas Chimedza · Remplacements du Saint-Trond : · 66e Peter Delorge Hervé Anselme Ndjana Onana · 83e Jonathan Wilmet Ludovic Buysens · 90+2e Alex Da Silva Jeroen Appeltans              |
| | |       | | |
| Samedi 29 août 2009, 20:00 | FC Malines | 0 - 2 | Saint-Trond | |
| Achter De Kazerne, Malines Spectateurs : 12 530 Arbitrage : Joeri van de Velde Journée 5 Division 1 2009-2010                                                                                      | |       | 17e Ibrahima Sidibe · 22e Vincent Euvrard · 33e Denis Odoi · 63e Jonathan Wilmet · 68e Jonathan Wilmet · 82e Ibrahima Sidibe                                                                        | Composition du Saint-Trond : · Simon Mignolet, Mario Cantaluppi, Marc Wagemakers, Vincent Euvrard, Denis Odoi, Wim Mennes, Peter Delorge, Cephas Chimedza, Jonathan Wilmet, Alex Da Silva, Ibrahima Sidibe · Remplacements du Saint-Trond : · 46e Wim Mennes Hervé Anselme Ndjana Onana · 77e Jonathan Wilmet Ludovic Buysens                                                        |
| | |       | | |
| Samedi 12 septembre 2009, 18:00 | Saint-Trond | 2 - 1 | RSC Anderlecht | |
| Stayen, Saint-Trond Spectateurs : 11 337 Arbitrage : Johan Verbist Journée 6 Division 1 2009-2010                                                                                                  | Cephas Chimedza 6e · Ibrahima Sidibe 9e · Wim Mennes 27e · Peter Delorge 52e                                                                                      |       | 31e Ondrej Mazuch · 38e Thomas Chatelle · 57e Jelle Van Damme · 83e Roland Juhász | Composition du Saint-Trond : · Simon Mignolet, Mario Cantaluppi, Marc Wagemakers, Vincent Euvrard, Denis Odoi, Wim Mennes, Peter Delorge, Alex Da Silva, Ibrahima Sidibe, Cephas Chimedza, Jonathan Wilmet · Remplacements du Saint-Trond : · 66e Peter Delorge Hervé Anselme Ndjana Onana · 82e Jonathan Wilmet Ludovic Buysens · 90+1e Alex Da Silva Jeroen Appeltans              |
| | |       | | |
| Samedi 19 septembre 2009, 20:00 | KV Courtrai | 0 - 1 | Saint-Trond | |
| Stade des Éperons d'or, Courtrai Spectateurs : 6 300 Arbitrage : Jérôme Efong Nzolo Journée 7 Division 1 2009-2010                                                                                 | Brecht Capon 85e |       | 44e Ibrahima Sidibe · 45+1e Peter Delorge · 56e Denis Odoi · 73e Marc Wagemakers · 77e Simon Mignolet · 83e Denis Odoi · 86e Alex Da Silva · 89e Ludovic Buysens                                    | Composition du Saint-Trond : · Simon Mignolet, Mario Cantaluppi, Marc Wagemakers, Vincent Euvrard, Denis Odoi, Wim Mennes, Peter Delorge, Cephas Chimedza, Jonathan Wilmet, Alex Da Silva, Ibrahima Sidibe · Remplacements du Saint-Trond : · 61e Jonathan Wilmet Hervé Anselme Ndjana Onana · 89e Alex Da Silva Ludovic Buysens                                                     |
| | |       | | |
| Mardi 22 septembre 2009, 20:30 | Saint-Trond | 2 - 4 | KRC Genk | |
| Stayen, Saint-Trond Spectateurs : 11 337 Arbitrage : Paul Allaerts Journée 8 Division 1 2009-2010                                                                                                  | Wim Mennes 17e · Peter Delorge 23e · Vincent Euvrard 64e · Alex Da Silva 79e · Vincent Euvrard 90e                                                                |       | 6e Marvin Ogunjimi · 13e Elyaniv Barda · 14e Elyaniv Barda · 33e Thomas Buffel · 84e Moussa Koita                                                                                                   | Composition du Saint-Trond : · Simon Mignolet, Mario Cantaluppi, Marc Wagemakers, Vincent Euvrard, Massimo Moia, Wim Mennes, Peter Delorge, Jonathan Wilmet, Alex Da Silva, Ibrahima Sidibe, Cephas Chimedza · Remplacements du Saint-Trond : · 76e Peter Delorge Hervé Anselme Ndjana Onana                                                                                         |
| | |       | | |
| Samedi 26 septembre 2009, 20:00 | KVC Westerlo | 2 - 0 | Saint-Trond | |
| Het Kuipje, Westerlo Spectateurs : 6 500 Arbitrage : Christophe Delacour Journée 9 Division 1 2009-2010                                                                                            | Oleksandr Jakovenko 44e · Oleksandr Jakovenko 87e |       | | Composition du Saint-Trond : · Simon Mignolet, Mario Cantaluppi, Marc Wagemakers, Vincent Euvrard, Denis Odoi, Wim Mennes, Peter Delorge, Jonathan Wilmet, Alex Da Silva, Ibrahima Sidibe, Cephas Chimedza · Remplacements du Saint-Trond : · 65e Jonathan Wilmet Nils Schouterden · 72e Marc Wagemakers Sébastien Siani · 86e Peter Delorge Giel Deferm                             |
| | |       | | |
| Samedi 3 octobre 2009, 20:00 | Saint-Trond | 1 - 2 | SV Zulte Waregem | |
| Stayen, Saint-Trond Spectateurs : 7 275 Arbitrage : Peter Vervecken Journée 10 Division 1 2009-2010                                                                                                | Vincent Euvrard 50e · Wim Mennes 63e · Ibrahima Sidibe 82e |       | 26e Chris Makiese · 48e Sammy Bossut · 50e Teddy Chevalier | Composition du Saint-Trond : · Simon Mignolet, Vincent Euvrard, Ludovic Buysens, Massimo Moia, Denis Odoi, Wim Mennes, Peter Delorge, Alex Da Silva, Giel Deferm, Ibrahima Sidibe, Hervé Anselme Ndjana Onana · Remplacements du Saint-Trond : · 46e Giel Deferm Jonathan Wilmet · 62e Alex Da Silva Sébastien Siani                                                                 |
| | |       | | |
| Samedi 17 octobre 2009, 20:00 | Excelsior Mouscron | 2 - 1 | Saint-Trond | |
| Le Canonnier, Mouscron Spectateurs : 3 740 Arbitrage : Joeri van de Velde Journée 11 Division 1 2009-2010 Remarque: le résultat de ce match a été supprimé après la faillite d'Excelsior Mouscron. | Idir Ouali 11e · Daan Van Gijseghem 20e · Mathieu Assou-Ekotto 22e · Okwunwanne Jaycee 64e (pen.)                                                                 |       | 18e Denis Odoi · 25e Wim Mennes · 60e Mario Cantaluppi · 87e Marc Wagemakers | Composition du Saint-Trond : · Simon Mignolet, Mario Cantaluppi, Marc Wagemakers, Vincent Euvrard, Massimo Moia, Wim Mennes, Ludovic Buysens, Jonathan Wilmet, Denis Odoi, Nils Schouterden, Ibrahima Sidibe · Remplacements du Saint-Trond : · 46e Massimo Moia Issame Charaï · 70e Nils Schouterden Alex Da Silva · 83e Ludovic Buysens Hervé Anselme Ndjana Onana                 |
| | |       | | |
| Samedi 24 octobre 2009, 20:00 | Saint-Trond | 1 - 2 | KAA La Gantoise | |
| Stayen, Saint-Trond Spectateurs : 7 406 Arbitrage : Stéphane Breda Journée 12 Division 1 2009-2010                                                                                                 | Ibrahima Sidibe 45e · Simon Mignolet 90+2e |       | 51e Roberto Rosales · 57e Mbaye Leye · 65e Adnan Čustović · 85e Stef Wils · 89e Christophe Lepoint                                                                                                  | Composition du Saint-Trond : · Simon Mignolet, Mario Cantaluppi, Marc Wagemakers, Vincent Euvrard, Denis Odoi, Wim Mennes, Alex Da Silva, Nils Schouterden, Ibrahima Sidibe, Jonathan Wilmet, Jeroen Appeltans · Remplacements du Saint-Trond : · 76e Nils Schouterden Hervé Anselme Ndjana Onana · 80e Jeroen Appeltans Giel Deferm · 84e Alex Da Silva Issame Charaï               |
| | |       | | |
| Samedi 31 octobre 2009, 20:00 | Club Bruges KV | 1 - 0 | Saint-Trond | |
| Stade Jan Breydel, Bruges Spectateurs : 25 101 Arbitrage : Alain Hamer Journée 13 Division 1 2009-2010                                                                                             | Ronald Vargas 74e |       | 74e Alex Da Silva | Composition du Saint-Trond : · Simon Mignolet, Marc Wagemakers, Vincent Euvrard, Giel Deferm, Denis Odoi, Wim Mennes, Peter Delorge, Jeroen Appeltans, Nils Schouterden, Issame Charaï, Hervé Anselme Ndjana Onana · Remplacements du Saint-Trond : · 66e Nils Schouterden Alex Da Silva · 79e Jeroen Appeltans Jonathan Wilmet                                                      |
| | |       | | |
| Samedi 7 novembre 2009, 20:00 | Germinal Beerschot | 4 - 1 | Saint-Trond | |
| Stade olympique, Anvers Spectateurs : 9 532 Arbitrage : Alexandre Boucaut Journée 14 Division 1 2009-2010                                                                                          | Bart Goor 51e · Tosin Dosunmu 66e · Bart Goor 71e · Tosin Dosunmu 71e · Faris Haroun 83e (pen.) · Bart Goor 89e                                                   |       | 26e Hervé Anselme Ndjana Onana · 36e Alex Da Silva · 43e Giel Deferm · 73e Nils Schouterden · 82e Denis Odoi                                                                                        | Composition du Saint-Trond : · Simon Mignolet, Marc Wagemakers, Vincent Euvrard, Jeroen Appeltans, Giel Deferm, Peter Delorge, Jonathan Wilmet, Denis Odoi, Nils Schouterden, Issame Charaï, Hervé Anselme Ndjana Onana · Remplacements du Saint-Trond : · 25e Marc Wagemakers Alex Da Silva                                                                                         |
| | |       | | |
| Samedi 21 novembre 2009, 20:00 | Saint-Trond | 1 - 1 | Cercle Bruges KSV | |
| Stayen, Saint-Trond Spectateurs : 7 600 Arbitrage : Frank De Bleeckere Journée 15 Division 1 2009-2010                                                                                             | Peter Delorge 58e · Vincent Euvrard 71e |       | 43e Oleg Jasjtsjoek · 69e Vusumuzi Nyoni · 87e Dejan Kelhar | Composition du Saint-Trond : · Simon Mignolet, Mario Cantaluppi, Vincent Euvrard, Jeroen Appeltans, Giel Deferm, Wim Mennes, Peter Delorge, Marc Wagemakers, Alex Da Silva, Ibrahima Sidibe, Hervé Anselme Ndjana Onana · Remplacements du Saint-Trond : · 57e Jeroen Appeltans Cephas Chimedza · 78e Hervé Anselme Ndjana Onana Issame Charaï                                       |
| | |       | | |
| Dimanche 29 novembre 2009, 20:30 | Saint-Trond | 2 - 0 | Standard de Liège | |
| Stayen, Saint-Trond Spectateurs : 10 810 Arbitrage : Johan Verbist Journée 16 Division 1 2009-2010                                                                                                 | Peter Delorge 11e · Ibrahima Sidibe 64e · Alex Da Silva 73e · Jonathan Wilmet 81e · Hervé Anselme Ndjana Onana 83e                                                |       | 13e Victor Ramos · 14e Benjamin Nicaise · 54e Mehdi Carcela-Gonzalez · 67e Réginal Goreux · 78e Milan Jovanovic · 83e Igor de Camargo                                                               | Composition du Saint-Trond : · Simon Mignolet, Mario Cantaluppi, Vincent Euvrard, Giel Deferm, Denis Odoi, Wim Mennes, Peter Delorge, Ibrahima Sidibe, Alex Da Silva, Nils Schouterden, Hervé Anselme Ndjana Onana · Remplacements du Saint-Trond : · 45e Wim Mennes Cephas Chimedza · 73e Alex Da Silva Jonathan Wilmet · 79e Nils Schouterden Ludovic Buysens                      |
| | |       | | |
| Samedi 5 décembre 2009, 20:00 | Sporting Charleroi | 0 - 0 | Saint-Trond | |
| Stade du Pays de Charleroi, Charleroi Spectateurs : 4 500 Arbitrage : Paul Allaerts Journée 17 Division 1 2009-2010                                                                                | Adlène Guedioura 31e |       | 31e Simon Mignolet | Composition du Saint-Trond · Simon Mignolet, Mario Cantaluppi, Marc Wagemakers, Vincent Euvrard, Giel Deferm, Wim Mennes, Peter Delorge, Jonathan Wilmet, Hervé Anselme Ndjana Onana, Nils Schouterden, Ibrahima Sidibe · Remplacements du Saint-Trond : · 46e Nils Schouterden Cephas Chimedza · 62e Hervé Anselme Ndjana Onana Sébastien Siani                                     |
| | |       | | |
| Samedi 12 décembre 2009, 20:00 | Saint-Trond | 0 - 2 | KV Courtrai | |
| Stayen, Saint-Trond Spectateurs : 6 500 Arbitrage : Sébastien Delferière Journée 18 Division 1 2009-2010                                                                                           | Denis Odoi 24e · Peter Delorge 87e |       | 6e Leon Benko · 15e Nebojša Pavlović · 31e Leon Benko · 67e Loris Reina · 73e Mohamed Messoudi · 90+1e Christian Benteke                                                                            | Composition du Saint-Trond : · Simon Mignolet, Mario Cantaluppi, Vincent Euvrard, Cephas Chimedza, Denis Odoi, Wim Mennes, Peter Delorge, Marc Wagemakers, Nils Schouterden, Ibrahima Sidibe, Jonathan Wilmet · Remplacements du Saint-Trond : · 46e Jonathan Wilmet Hervé Anselme Ndjana Onana · 85e Marc Wagemakers Sébastien Siani                                                |
| | |       | | |
| Samedi 19 décembre 2009, 20:00 | KSV Roulers | 1 - 2 | Saint-Trond | |
| Schiervelde, Roulers Spectateurs : 4 500 Arbitrage : Christof Dierick Journée 19 Division 1 2009-2010                                                                                              | Stefan Nikolić 79e |       | 36e Mario Cantaluppi · 80e Jonathan Wilmet · 90+2e Marc Wagemakers | Composition du Saint-Trond : · Simon Mignolet, Mario Cantaluppi, Marc Wagemakers, Vincent Euvrard, Denis Odoi, Wim Mennes, Issame Charaï, Cephas Chimedza, Nils Schouterden, Ibrahima Sidibe, Hervé Anselme Ndjana Onana · Remplacements du Saint-Trond : · 68e Hervé Anselme Ndjana Onana Jonathan Wilmet · 76e Nils Schouterden Sébastien Siani                                    |
| | |       | | |
| Samedi 26 décembre 2009, 20:00 | Saint-Trond | 5 - 2 | FC Malines | |
| Stayen, Saint-Trond Spectateurs : 8 521 Arbitrage : Christof Virant Journée 20 Division 1 2009-2010                                                                                                | Ibrahima Sidibe 29e · Vincent Euvrard 29e · Nils Schouterden 38e · Nils Schouterden 41e · Issame Charaï 65e · Cephas Chimedza 88e (pen.) · Nils Schouterden 90+1e |       | 17e Kenny Van Hoevelen · 28e Julien Gorius · 30e Julien Gorius · 35e Joachim Mununga · 44e Antonio Ghomsi · 47e Koen Persoons · 62e Antonio Ghomsi · 67e Kenneth Van Goethem · 81e Giuseppe Rossini | Composition du Saint-Trond : · Simon Mignolet, Mario Cantaluppi, Marc Wagemakers, Vincent Euvrard, Denis Odoi, Wim Mennes, Issame Charaï, Cephas Chimedza, Nils Schouterden, Ibrahima Sidibe, Hervé Anselme Ndjana Onana · Remplacements du Saint-Trond : · 59e Hervé Anselme Ndjana Onana Peter Delorge · 84e Issame Charaï Jonathan Wilmet · 90+1e Vincent Euvrard Ludovic Buysens |
| | |       | | |
| Mardi 29 décembre 2009, 19:45 | KRC Genk | 0 - 0 | Saint-Trond | |
| Cristal Arena, Genk Spectateurs : 21 031 Arbitrage : Frank De Bleeckere Journée 21 Division 1 2009-2010                                                                                            | Anele Ngcongca 29e |       | 6e Vincent Euvrard · 41e Wim Mennes | Composition du Saint-Trond : · Simon Mignolet, Mario Cantaluppi, Marc Wagemakers, Vincent Euvrard, Denis Odoi, Wim Mennes, Issame Charaï, Cephas Chimedza, Hervé Anselme Ndjana Onana, Nils Schouterden, Ibrahima Sidibe · Remplacements du Saint-Trond : · 46e Hervé Anselme Ndjana Onana Jonathan Wilmet · 71e Nils Schouterden Peter Delorge · 76e Issame Charaï Sébastien Siani  |
| | |       | | |
| Samedi 16 janvier 2010, 20:00 | Saint-Trond | 2 - 1 | KSC Lokeren | |
| Stayen, Saint-Trond Spectateurs : 7 015 Arbitrage : Stéphane Breda Journée 22 Division 1 2009-2010                                                                                                 | Ibrahima Sidibe 16e · Peter Delorge 52e · Wim Mennes 82e · Ibrahima Sidibe 83e                                                                                    |       | 17e Ibrahima Gueye · 17e Jugoslav Lazic · 24e Marcel Mbayo Kibemba · 39e Ibrahima Gueye | Composition du Saint-Trond : · Simon Mignolet, Mario Cantaluppi, Marc Wagemakers, Ludovic Buysens, Denis Odoi, Wim Mennes, Peter Delorge, Cephas Chimedza, Jonathan Wilmet, Ibrahima Sidibe, Hervé Anselme Ndjana Onana · Remplacements du Saint-Trond : · 64e Hervé Anselme Ndjana Onana Issame Charaï                                                                              |
| | |       | | |
| Samedi 23 janvier 2010, 20:00 | SV Zulte Waregem | 2 - 0 | Saint-Trond | |
| Stade Arc-en-ciel, Waregem Spectateurs : 6 876 Arbitrage : Sébastien Delferière Journée 23 Division 1 2009-2010                                                                                    | Karel D'Haene 73e |       | 18e Mario Cantaluppi · 39e Cephas Chimedza | Composition du Saint-Trond : · Simon Mignolet, Wim Mennes, Mario Cantaluppi, Vincent Euvrard, Denis Odoi, Peter Delorge, Marc Wagemakers, Cephas Chimedza, Jonathan Wilmet, Sébastien Siani, Ibrahima Sidibe · Remplacements du Saint-Trond : · 66e Marc Wagemakers Giel Deferm · 85e Wim Mennes Hervé Anselme Ndjana Onana                                                          |
| | |       | | |
| Mercredi 3 février 2010, 20:30 | Saint-Trond | 0 - 1 | KVC Westerlo | |
| Stayen, Saint-Trond Spectateurs : 7 223 Arbitrage : Sam Loeman Journée 24 Division 1 2009-2010 | Ibrahima Sidibe 15e |       | 58e Dieter Dekelver · 74e Joris Van Hout | Composition du Saint-Trond : · Simon Mignolet, Mario Cantaluppi, Marc Wagemakers, Vincent Euvrard, Denis Odoi, Wim Mennes, Peter Delorge, Cephas Chimedza, Jonathan Wilmet, Ibrahima Sidibe, Nils Schouterden · Remplacements du Saint-Trond : · 82e Mario Cantaluppi Hervé Anselme Ndjana Onana · 82e Peter Delorge Sébastien Siani                                                 |
| | |       | | |
| Samedi 6 février 2010, 20:00 | RSC Anderlecht | 1 - 2 | Saint-Trond | |
| Stade Constant Vanden Stock, Anderlecht Spectateurs : 23 366 Arbitrage : Stéphane Breda Journée 25 Division 1 2009-2010                                                                            | Jelle Van Damme 24e · Guillaume Gillet 35e · Jelle Van Damme 89e                                                                                                  |       | 30e Peter Delorge · 31e Jonathan Wilmet · 33e Ludovic Buysens · 52e Peter Delorge · 89e (pen.) Cephas Chimedza                                                                                      | Composition du Saint-Trond : · Simon Mignolet, Mario Cantaluppi, Vincent Euvrard, Ludovic Buysens, Denis Odoi, Wim Mennes, Peter Delorge, Cephas Chimedza, Jonathan Wilmet, Nils Schouterden, Ibrahima Sidibe · Remplacements du Saint-Trond : · 78e Nils Schouterden Sébastien Siani · 90+1e Cephas Chimedza Issame Charaï                                                          |
| | |       | | |
| Samedi 13 février 2010, 20:00 | Saint-Trond | -     | Excelsior Mouscron | |
| Stayen, Saint-Trond Spectateurs : n.a. Arbitrage : n.a. Journée 26 Division 1 2009-2010 Remarque : cette rencontre a été supprimé à cause de la faillite d'Excelsior Mouscron.                     | |       | | |
| | |       | | |
| Samedi 20 février 2010, 20:00 | KAA La Gantoise | 0 - 1 | Saint-Trond | |
| Stade Jules Otten, Gand Spectateurs : 11 240 Arbitrage : Benoni Burie Journée 27 Division 1 2009-2010                                                                                              | |       | 50e Cephas Chimedza · 85e Ludovic Buysens | Composition du Saint-Trond : · Simon Mignolet, Mario Cantaluppi, Vincent Euvrard, Ludovic Buysens, Denis Odoi, Wim Mennes, Peter Delorge, Cephas Chimedza, Ibrahima Sidibe, Jonathan Wilmet, Nils Schouterden · Remplacements du Saint-Trond : · 90+3e Jonathan Wilmet Sébastien Siani                                                                                               |
| | |       | | |
| Dimanche 28 février 2010, 18:30 | Saint-Trond | 1 - 1 | Club Bruges KV | |
| Stayen, Saint-Trond Spectateurs : 8 000 Arbitrage : Laurent Colemonts Journée 28 Division 1 2009-2010                                                                                              | Wim Mennes 32e · Ibrahima Sidibe 48e · Denis Odoi 56e · Vincent Euvrard 58e · Peter Delorge 66e                                                                   |       | 33e Ivan Perisic · 59e (pen.) Wesley Sonck · 68e Karel Geraerts · 90+1e Stijn Stijnen | Composition du Saint-Trond : · Simon Mignolet, Mario Cantaluppi, Peter Delorge, Vincent Euvrard, Denis Odoi, Wim Mennes, Ludovic Buysens, Cephas Chimedza, Jonathan Wilmet, Nils Schouterden, Ibrahima Sidibe · Remplacements du Saint-Trond : · 78e Nils Schouterden Hervé Anselme Ndjana Onana                                                                                     |
| | |       | | |
| Dimanche 14 mars 2010, 20:00 | Saint-Trond | 2 - 0 | Germinal Beerschot | |
| Stayen, Saint-Trond Spectateurs : 9 325 Arbitrage : Frank De Bleeckere Journée 29 Division 1 2009-2010                                                                                             | Ibrahima Sidibe 65e · Marc Wagemakers 68e · Hervé Anselme Ndjana Onana 84e                                                                                        |       | 29e Dawid Janczyk · 55e Philippe Clement · 74e Daniel Cruz | Composition du Saint-Trond : · Tom Muyters, Mario Cantaluppi, Marc Wagemakers, Vincent Euvrard, Ludovic Buysens, Wim Mennes, Peter Delorge, Cephas Chimedza, Jonathan Wilmet, Nils Schouterden, Ibrahima Sidibe · Remplacements du Saint-Trond : · 63e Nils Schouterden Hervé Anselme Ndjana Onana · 83e Cephas Chimedza Jeroen Appeltans · 90e Ibrahima Sidibe Giel Deferm          |
| | |       | | |
| Dimanche 21 mars 2010, 20:00 | Cercle Bruges KSV | 3 - 1 | Saint-Trond | |
| Stade Jan Breydel, Bruges Spectateurs : 7 000 Arbitrage : Alain Hamer Journée 30 Division 1 2009-2010                                                                                              | Vusumuzi Nyoni 37e · Oleg Jasjtsjoek 41e · Vusumuzi Nyoni 55e · Jelle Vossen 74e · Reynaldo dos Santos Silva 90+1e · Reynaldo dos Santos Silva 90+1e              |       | 7e Peter Delorge · 86e Ibrahima Sidibe · 89e Mario Cantaluppi | Composition du Saint-Trond : · Tom Muyters, Mario Cantaluppi, Vincent Euvrard, Ludovic Buysens, Denis Odoi, Wim Mennes, Peter Delorge, Cephas Chimedza, Nils Schouterden, Ibrahima Sidibe, Jonathan Wilmet · Remplacements du Saint-Trond : · 61e Jonathan Wilmet Hervé Anselme Ndjana Onana · 75e Ludovic Buysens Jeroen Appeltans · 77e Wim Mennes Giel Deferm                     |

#### Évolution du classement
| Journée  | 1 | 2 | 3 | 4 | 5  | 6  | 7  | 8  | 9  | 10 | 11  | 12 | 13 | 14 | 15 | 16 | 17 | 18 | 19 | 20 | 21 | 22 | 23 | 24 | 25 | 26  | 27 | 28 | 29 | 30 |
| -------- | - | - | - | - | -- | -- | -- | -- | -- | -- | --- | -- | -- | -- | -- | -- | -- | -- | -- | -- | -- | -- | -- | -- | -- | --- | -- | -- | -- | -- |
| Résultat | n | n | g | g | g  | g  | g  | p  | p  | p  | (*) | p  | p  | p  | n  | g  | n  | p  | g  | g  | n  | g  | p  | p  | g  | (*) | g  | n  | g  | p  |
| Points   | 1 | 2 | 5 | 8 | 11 | 14 | 17 | 17 | 17 | 17 | 17  | 17 | 17 | 17 | 18 | 21 | 22 | 22 | 25 | 28 | 29 | 32 | 32 | 32 | 35 | 35  | 38 | 39 | 42 | 42 |
| Rang     | 6 | 8 | 6 | 4 | 2  | 1  | 1  | 3  | 3  | 5  | 6   | 8  | 8  | 9  | 9  | 8  | 9  | 10 | 8  | 8  | 6  | 4  | 5  | 5  | 5  | 7   | 5  | 5  | 5  | 5  |

(*) : le résultat du premier match contre Excelsior Mouscron a été annulé après la faillite du Mouscron. Le deuxième match n'a pas été joué.

#### Classement
| Pl. | Club               | Joué | G  | P  | N  | BP | BC | Pts. | Qualification ou relégation |
| --- | ------------------ | ---- | -- | -- | -- | -- | -- | ---- | --------------------------- |
| 1   | RSC Anderlecht     | 28   | 22 | 3  | 3  | 62 | 20 | 69   | Play-offs 1                 |
| 2   | Club Bruges KV     | 28   | 17 | 5  | 6  | 52 | 34 | 57   | Play-offs 1                 |
| 3   | KAA La Gantoise    | 28   | 14 | 7  | 7  | 49 | 30 | 49   | Play-offs 1                 |
| 4   | KV Courtrai        | 28   | 12 | 7  | 9  | 39 | 30 | 45   | Play-offs 1                 |
| 5   | Saint-Trond        | 28   | 12 | 10 | 6  | 35 | 35 | 42   | Play-offs 1                 |
| 6   | SV Zulte Waregem   | 28   | 10 | 7  | 11 | 39 | 32 | 41   | Play-offs 1                 |
| 7   | FC Malines         | 28   | 12 | 13 | 3  | 36 | 46 | 39   | Play-offs 2                 |
| 8   | Standard de Liège  | 28   | 10 | 9  | 9  | 38 | 34 | 39   | Play-offs 2                 |
| 9   | Cercle Bruges KSV  | 28   | 11 | 12 | 5  | 45 | 40 | 38   | Play-offs 2                 |
| 10  | Germinal Beerschot | 28   | 9  | 11 | 8  | 30 | 43 | 35   | Play-offs 2                 |
| 11  | KRC Genk           | 28   | 8  | 10 | 10 | 33 | 31 | 34   | Play-offs 2                 |
| 12  | KVC Westerlo       | 28   | 8  | 12 | 8  | 28 | 34 | 32   | Play-offs 2                 |
| 13  | Sporting Charleroi | 28   | 5  | 15 | 8  | 28 | 45 | 23   | Play-offs 2                 |
| 14  | KSC Lokeren        | 28   | 5  | 20 | 3  | 22 | 54 | 18   | Play-offs 2                 |
| 15  | KSV Roulers        | 28   | 4  | 18 | 6  | 29 | 58 | 18   | Barrages de maintien        |
| 16  | Excelsior Mouscron | 0    | 0  | 0  | 0  | 0  | 0  | 0    | Relégation en Division 3    |

### Play-offs 1

#### Rencontres
| | |       | | |
| Samedi 27 mars 2010, 18:30                                                                                    | Saint-Trond | 0 - 0 | Club Bruges KV | |
| Stayen, Saint-Trond Spectateurs : 8 385 Arbitrage : Stéphane Breda Journée 1 Play-offs 1                      | Peter Delorge 81e |       | 28e Jeroen Simaeys · 76e Vadis Odjidja-Ofoe | Composition du Saint-Trond : · Simon Mignolet, Marc Wagemakers, Vincent Euvrard, Ludovic Buysens, Denis Odoi, Wim Mennes, Peter Delorge, Jeroen Appeltans, Nils Schouterden, Issame Charaï, Hervé Anselme Ndjana Onana · Remplacements du Saint-Trond : · 58e Issame Charaï Sébastien Siani · 78e Jeroen Appeltans Giel Deferm · 90+3e Hervé Anselme Ndjana Onana Yorick Antheunis |
| | |       | | |
| Mercredi 31 mars 2010, 20:30                                                                                  | SV Zulte Waregem | 1 - 2 | Saint-Trond | |
| Stade Arc-en-ciel, Waregem Spectateurs : 8 000 Arbitrage : Joeri van de Velde Journée 2 Play-offs 1           | Bart Buysse 82e |       | 41e Peter Delorge · 50e Denis Odoi · 63e Sébastien Siani · 67e Wim Mennes · 75e Sébastien Siani                                                                       | Composition du Saint-Trond : · Simon Mignolet, Marc Wagemakers, Vincent Euvrard, Ludovic Buysens, Denis Odoi, Wim Mennes, Peter Delorge, Sébastien Siani, Jeroen Appeltans, Nils Schouterden, Ibrahima Sidibe · Remplacements du Saint-Trond : · 59e Jeroen Appeltans Jonathan Wilmet · 90+1e Nils Schouterden Hervé Anselme Ndjana Onana                                          |
| | |       | | |
| Lundi 5 avril 2010, 18:00                                                                                     | KV Courtrai | 1 - 2 | Saint-Trond | |
| Stade des Éperons d'or, Courtrai Spectateurs : 7 000 Arbitrage : Frank De Bleeckere Journée 3 Play-offs 1     | Davy De Beule 15e · Sven Kums 90+1e                                                                                   |       | 31e Ibrahima Sidibe · 49e Peter Delorge · 65e Jonathan Wilmet | Composition du Saint-Trond : · Simon Mignolet, Marc Wagemakers, Vincent Euvrard, Ludovic Buysens, Denis Odoi, Wim Mennes, Peter Delorge, Sébastien Siani, Nils Schouterden, Ibrahima Sidibe, Jonathan Wilmet · Remplacements du Saint-Trond : · 46e Nils Schouterden Cephas Chimedza · 83e Jonathan Wilmet Hervé Anselme Ndjana Onana                                              |
| | |       | | |
| Vendredi 9 avril 2010, 20:30                                                                                  | RSC Anderlecht | 1 - 1 | Saint-Trond | |
| Stayen, Saint-Trond Spectateurs : 10 000 Arbitrage : Jérôme Efong Nzolo Journée 4 Play-offs 1                 | Nils Schouterden 31e · Marc Wagemakers 63e · Peter Delorge 75e                                                        |       | 30e Mbark Boussoufa · 44e Matias Suarez · 61e Roland Juhász | Composition du Saint-Trond : · Simon Mignolet, Marc Wagemakers, Vincent Euvrard, Ludovic Buysens, Denis Odoi, Wim Mennes, Peter Delorge, Jonathan Wilmet, Sébastien Siani, Nils Schouterden, Ibrahima Sidibe · Remplacements du Saint-Trond : · 46e Nils Schouterden Cephas Chimedza · 89e Sébastien Siani Hervé Anselme Ndjana Onana                                              |
| | |       | | |
| Mercredi 14 avril 2010, 20:30                                                                                 | KAA La Gantoise | 0 - 0 | Saint-Trond | |
| Stade Jules Otten, Gand Spectateurs : 11 000 Arbitrage : Christof Dierick Journée 5 Play-offs 1               | |       | 12e Denis Odoi | Composition du Saint-Trond : · Simon Mignolet, Mario Cantaluppi, Vincent Euvrard, Ludovic Buysens, Denis Odoi, Wim Mennes, Jonathan Wilmet, Sébastien Siani, Giel Deferm, Nils Schouterden, Ibrahima Sidibe · Remplacements du Saint-Trond : · 62e Nils Schouterden Cephas Chimedza · 90+1e Jonathan Wilmet Yorick Antheunis                                                       |
| | |       | | |
| Samedi 17 avril 2010, 20:00                                                                                   | Saint-Trond | 1 - 0 | KV Courtrai | |
| Stayen, Saint-Trond Spectateurs : 8 500 Arbitrage : Sébastien Delferière Journée 6 Play-offs 1                | Simon Mignolet 4e · Ludovic Buysens 31e · Giel Deferm 45+1e                                                           |       | 6e Salah Bakour · 76e Leon Benko | Composition du Saint-Trond : · Simon Mignolet, Mario Cantaluppi, Vincent Euvrard, Ludovic Buysens, Denis Odoi, Wim Mennes, Jonathan Wilmet, Sébastien Siani, Giel Deferm, Nils Schouterden, Ibrahima Sidibe · Remplacements du Saint-Trond : · 60e Nils Schouterden Cephas Chimedza · 83e Sébastien Siani Hervé Anselme Ndjana Onana · 90e Jonathan Wilmet Marc Wagemakers         |
| | |       | | |
| Samedi 24 avril 2010, 20:00                                                                                   | Saint-Trond | 1 - 2 | SV Zulte Waregem | |
| Stayen, Saint-Trond Spectateurs : 8 500 Arbitrage : Geert Barbry Journée 7 Play-offs 1                        | Vincent Euvrard 52e                                                                                                   |       | 8e Ernest Nfor · 23e (csc) Miguel Dachelet · 45+2e Ernest Nfor | Composition du Saint-Trond : · Simon Mignolet, Mario Cantaluppi, Vincent Euvrard, Ludovic Buysens, Denis Odoi, Wim Mennes, Peter Delorge, Jonathan Wilmet, Sébastien Siani, Giel Deferm, Ibrahima Sidibe · Remplacements du Saint-Trond : · 46e Giel Deferm Cephas Chimedza · 67e Sébastien Siani Hervé Anselme Ndjana Onana                                                       |
| | |       | | |
| Dimanche 2 mai 2010, 18:00                                                                                    | Club Bruges KV | 2 - 0 | Saint-Trond | |
| Stade Jan Breydel, Bruges Spectateurs : 22 472 Arbitrage : Joeri van de Velde Journée 8 Play-offs 1           | Dorge Kouemaha 33e · Ronald Vargas 44e · Joseph Akpala 90+1e                                                          |       | 17e Denis Odoi · 38e Ibrahima Sidibe · 44e Mario Cantaluppi | Composition du Saint-Trond : · Simon Mignolet, Mario Cantaluppi, Vincent Euvrard, Ludovic Buysens, Denis Odoi, Wim Mennes, Peter Delorge, Marc Wagemakers, Cephas Chimedza, Ibrahima Sidibe, Jonathan Wilmet · Remplacements du Saint-Trond : · 81e Marc Wagemakers Sébastien Siani · 90e Mario Cantaluppi Hervé Anselme Ndjana Onana                                              |
| | |       | | |
| Mercredi 5 mai 2010, 20:30                                                                                    | Saint-Trond | 1 - 1 | KAA La Gantoise | |
| Stayen, Saint-Trond Spectateurs : 8 837 Arbitrage : Christophe Delacour Journée 9 Play-offs 1                 | Hervé Anselme Ndjana Onana 58e · Sébastien Siani 84e (pen.) · Vincent Euvrard 86e · Wim Mennes 86e · Wim Mennes 90+1e |       | 8e Adnan Čustović · 10e Christophe Grondin · 17e Roy Myrie · 55e Tim Smolders · 82e Tim Smolders · 84e Mbaye Leye · 87e Elimane Coulibaly · 90+1e Yassine El Ghanassy | Composition du Saint-Trond : · Simon Mignolet, Mario Cantaluppi, Vincent Euvrard, Ludovic Buysens, Denis Odoi, Wim Mennes, Peter Delorge, Sébastien Siani, Hervé Anselme Ndjana Onana, Ibrahima Sidibe, Jonathan Wilmet · Remplacements du Saint-Trond : · 90e Jonathan Wilmet Yorick Antheunis                                                                                    |
| | |       | | |
| Samedi 8 mai 2010, 20:00                                                                                      | RSC Anderlecht | 2 - 1 | Saint-Trond | |
| Stade Constant Vanden Stock, Anderlecht Spectateurs : 22 839 Arbitrage : Paul Allaerts Journée 10 Play-offs 1 | Jelle Van Damme 18e · Thomas Chatelle 23e · Jelle Van Damme 54e · Matias Suarez 58e                                   |       | 28e Giel Deferm · 72e (pen.) Mario Cantaluppi · 84e Mario Cantaluppi                                                                                                  | Composition du Saint-Trond : · Simon Mignolet, Mario Cantaluppi, Vincent Euvrard, Ludovic Buysens, Denis Odoi, Peter Delorge, Jonathan Wilmet, Sébastien Siani, Giel Deferm, Hervé Anselme Ndjana Onana, Ibrahima Sidibe · Remplacements du Saint-Trond : · 59e Hervé Anselme Ndjana Onana Yorick Antheunis · 64e Peter Delorge Jeroen Appeltans · 73e Denis Odoi Benji Commers    |

#### Évolution du classement
| Journée  | 1  | 2  | 3  | 4  | 5  | 6  | 7  | 8  | 9  | 10 |
| -------- | -- | -- | -- | -- | -- | -- | -- | -- | -- | -- |
| Résultat | n  | g  | g  | n  | n  | g  | p  | p  | n  | p  |
| Points   | 22 | 25 | 28 | 29 | 30 | 33 | 33 | 33 | 34 | 34 |
| Rang     | 5  | 4  | 4  | 4  | 4  | 4  | 4  | 4  | 4  | 4  |

#### Classement
| Pl. | Club             | Joué | G | P | N | BP | BC | Pts. | Football européen                                   |
| --- | ---------------- | ---- | - | - | - | -- | -- | ---- | --------------------------------------------------- |
| 1   | RSC Anderlecht   | 10   | 7 | 0 | 3 | 24 | 9  | 59   | Troisième tour de qualification Ligue des Champions |
| 2   | KAA La Gantoise  | 10   | 4 | 2 | 4 | 20 | 13 | 41   | Troisième tour de qualification Ligue des Champions |
| 3   | Club Bruges KV   | 10   | 3 | 4 | 3 | 14 | 16 | 41   | Troisième tour de qualification Ligue Europa        |
| 4   | Saint-Trond      | 10   | 3 | 3 | 4 | 9  | 10 | 34   | Test-match pour la dernière place européenne        |
| 5   | KV Courtrai      | 10   | 3 | 6 | 1 | 9  | 13 | 33   |                                                     |
| 6   | SV Zulte Waregem | 10   | 2 | 7 | 1 | 6  | 21 | 28   |                                                     |

### Test-match pour la dernière place européenne
|                                                                                                |                                                                                  |       | | |
| Jeudi 13 mai 2010, 20:30                                                                       | KRC Genk                                                                         | 2 - 1 | Saint-Trond                                                                                             | |
| Cristal Arena, Genk Spectateurs : 22 183 Arbitrage : Jérôme Efong Nzolo Match-aller Test-match | Marvin Ogunjimi 21e · Marvin Ogunjimi 21e · Fabien Camus 61e                     |       | 27e Vincent Euvrard · 33e Denis Odoi · 42e Ibrahima Sidibe · 54e Yorick Antheunis · 69e Ibrahima Sidibe | Composition du Saint-Trond : · Simon Mignolet, Marc Wagemakers, Vincent Euvrard, Ludovic Buysens, Denis Odoi, Wim Mennes, Peter Delorge, Jonathan Wilmet, Sébastien Siani, Yorick Antheunis, Ibrahima Sidibe · Remplacements du Saint-Trond : · 67e Yorick Antheunis Hervé Anselme Ndjana Onana · 88e Sébastien Siani Christophe Bertjens                                |
|                                                                                                |                                                                                  |       | | |
| Dimanche 16 mai 2010, 20:30                                                                    | Saint-Trond                                                                      | 2 - 3 | KRC Genk                                                                                                | |
| Stayen, Saint-Trond Spectateurs : 8 500 Arbitrage : Johan Verbist Match-retour Test-match      | Ibrahima Sidibe 7e (pen.) · Ludovic Buysens 35e · Hervé Anselme Ndjana Onana 80e |       | 21e Marvin Ogunjimi · 45e Elyaniv Barda · 53e Marvin Ogunjimi · 58e Thomas Buffel                       | Composition du Saint-Trond : · Simon Mignolet, Mario Cantaluppi, Vincent Euvrard, Ludovic Buysens, Denis Odoi, Wim Mennes, Peter Delorge, Marc Wagemakers, Jonathan Wilmet, Yorick Antheunis, Ibrahima Sidibe · Remplacements du Saint-Trond : · 46e Marc Wagemakers Sébastien Siani · 67e Yorick Antheunis Hervé Anselme Ndjana Onana · 81e Wim Mennes Jeroen Appeltans |

## Coupe de Belgique
| |                                            |       |                                                                        | |
| Mercredi 7 octobre 2009, 20:30 | Saint-Trond                                | 1 - 0 | KV Woluwe-Zaventem                                                     | |
| Stayen, Saint-Trond Spectateurs : 2 000 Arbitrage : Alexandre Boucaut 5e tour Coupe de Belgique 2009-2010 Remarque : en raison d'une erreur pendant le tirage, le Saint-Trond été obligé de commencer un tour plutôt que les autres clubs en Division 1. | Ibrahima Sidibe 65e · Peter Delorge 90+2e  |       | 55e Matthias Feys                                                      | Composition du Saint-Trond : · Tom Muyters, Giel Deferm, Denis Odoi, Ludovic Buysens, Vincent Euvrard, Wim Mennes, Jeroen Appeltans, Jonathan Wilmet, Alex Da Silva, Ibrahima Sidibe, Hervé Anselme Ndjana Onana · Remplacements du Saint-Trond : · 58e Hervé Anselme Ndjana Onana Sébastien Siani · 61e Jeroen Appeltans Peter Delorge · 82e Alex Da Silva Issame Charaï |
| |                                            |       |                                                                        | |
| Mardi 27 octobre 2009, 20:45 | Saint-Trond                                | 0 - 1 | KRC Genk                                                               | |
| Stayen, Saint-Trond Spectateurs : 8 219 Arbitrage : Jérôme Efong Nzolo 1/16e de finale Coupe de Belgique 2009-2010 | Mario Cantaluppi 35e · Vincent Euvrard 74e |       | 5e Marvin Ogunjimi · 18e Tiago da Silva dos Santos · 85e Dániel Tözsér | Composition du Saint-Trond : · Simon Mignolet, Mario Cantaluppi, Marc Wagemakers, Vincent Euvrard, Denis Odoi, Wim Mennes, Alex Da Silva, Nils Schouterden, Ibrahima Sidibe, Jonathan Wilmet, Jeroen Appeltans · Remplacements du Saint-Trond : · 46e Alex Da Silva Issame Charaï                                                                                         |